# Psychoda paraguadens
Psychoda paraguadens és una espècie d'insecte dípter pertanyent a la família dels psicòdids.

## Descripció
- La femella fa 1,07-1,32 mm de llargària a les antenes (1,12-1,42 en el cas del mascle), mentre que les ales li mesuren 1,60-2,12 de longitud (1,62-2,07 en el mascle) i 0,62-0,82 d'amplada (0,62-0,80 en el mascle).
- Les antenes presenten 16 segments.[2]

## Distribució geogràfica
Es troba a Indonèsia: Papua Occidental.